# Veliki briljantni valček
Veliki briljantni valček je družbenokritična drama Draga Jančarja. Napisana in izdana je bila leta 1985. Gre za dramo v treh dejanjih (devet, sedem in štirje prizori).
Jančar je zanjo že pred krstno izvedbo (1985) prejel Grumovo nagrado za najboljše dramsko besedilo. V ožjem izboru so bila še dela Ljubiti Milana Jesiha, Altamira Emila Filipčiča, Lepotica in zver Iva Svetine ter Igra za igro Dominika Smoleta. Leta 1985 je za Valček prejel tudi Sterijevo nagrado v Novem Sadu. Zvone Šedlbauer je prejel nagrado Borštnikovega srečanja za režijo, Vlado Novak za vlogo Simona Vebra v mariborski uprizoritvi, v ljubljanski uprizoritvi je za vlogo Volodje prejel nagrado Boris Cavazza.
Takoj po knjižni izdaji in obeh premierah je kritika začela poudarjati tematsko povezanost Velikega briljantnega valčka in dela Disident Arnož in njegovi, ki predstavlja njegov gledališki prvenec. Lado Kralj tako pravi, da je dogajanje v Valčku opisano s tehniko drame absurda, pretežno v obliki groteske, katero najdemo že v drami  Disident Arnož in njegovi.

## Vsebina
Glavne osebe so Simon Veber, Doktor, Volodja, Klara, Ljubica,  Emerik, Savel Pavel, Rajko idr. Simon Veber je prisilno hospitaliziran v zavod z imenom Svoboda osvobaja. Tam hranijo Simonovo raziskovalno delo ter poročilo o vsakršnih njegovih izjavah, iz česar sklepajo, da simpatizira z osrednjim likom svojih raziskav, poljskim vstajnikom Drohojowskim. Simona hodi v zavod obiskovat žena Klara, ki je pristala in podpisala, da bo začasno ostal v zavodu. Prepričana je, da njen mož potrebuje terapijo, ki ga bo ozdravila alkoholizma in njegovih izpadov. Simon spozna, da ga hočejo v zavodu razosebiti in navsezadnje tudi pohabiti. Doktorja, bolničarja Volodjo ter ženo Klaro poskuša zaman prepričati, da z njim ni nič narobe. Pritiski nanj se večajo, nato se zgodi poseg, ki Simona usodno zaznamuje. Ko mu amputirajo zdravo nogo, Simon spregovori po poljsko, dobi vstajniško uniformo in postane Drohojowski. Volodja prevzame oblast v zavodu in priredi ples. Ker je ponedeljek, se jim v zavodu pridruži novinec, ki trdi, da je sam Chopin, sede za klavir in odigra najboljšo izvedbo Briljantnega valčka.

## Interpretacija
Igra se dogaja v zavodu z imenom Svoboda osvobaja. To ime spominja na izraz iz druge svetovne vojne, ki je bil napisan v nemških koncentracijskih taboriščih – Delo osvobaja (Arbeit macht frei). Jančar pa naj bi, kot pravi Lado Kralj, preko nacizma meril na komunizem, šlo naj bi za ustanovo, kamor so v Sovjetski zvezi zapirali preveč kritične posameznike. V drami gre za psihiatrično ustanovo zaprtega tipa, iz katerega ni vrnitve. V njej »zdravijo« oziroma preosebljajo družbi škodljive osebe. Dogajanje je postavljeno v sodobnost; strnjeno in omenjeno je na čas od ponedeljka do ponedeljka.
Naslov Veliki briljantni valček je aluzija na skladbo Frederica Chopina z naslovom Grande valse brillante v Es-duru. Andrej Inkret pravi, da je Chopinov valček v drami prisoten kot metafora za odsotno, za »drugačno«, za željo, svobodo ter tudi za izgubljeno identiteto.
Seweryn Drohojowski, v katerega se v drami prelevi Simon Veber, naj bi bil poljski oficir v Napoleonovi armadi. Novembra 1830 se je udeležil varšavske vstaje proti Rusiji, leta 1833 je emigriral. Pot ga je vodila tudi preko slovenskega ozemlja. Andrej Inkret navaja, da naj bi si med potjo dvakrat zlomil nogo, v njej naj bi se mu zaredili črvi, ker se ni nihče od mimoidočih zmenil zanj, ko je ležal v jarku. V nobenem dokumentu pa naj ne bi bilo dokaza, da so Drohojowskemu to nogo tudi odrezali. Pričevanje o njem je ohranjeno v korespondenci Poljaka Emila Korytka. Poljski vstajnik Drohojowski, kot pravi Tomaž Toporišič, je do skrajnosti groteskna podoba nezmožnosti posameznikove svobode in akcije v imenu svobode v odčaranem svetu Velikega briljantnega valčka. 
Osrednja tema drame je nasilje države nad posameznikom. Tomaž Toporišič pravi, da je neobvladljivost obsojana na norost, da je treba vsak zametek samostojnosti in individualnosti kaznovati z zaprtjem v kaotični sistem obračunavanja s posameznikom.
Temeljna ideja drame: posameznikova svoboda, ki bi človeku omogočala odločanje o lastni usodi in uravnavanje svojega početja z vso odgovornostjo, postane vprašljiva, navajata Vida Udovič-Medved in Helga Glušič. Umetnost in znanost ukinjata svojo avtonomnost in postajata skorumpirani. Vrednotenje umetnikov v družbi je, kot pravita, poplitveno in šablonizirano. Upor posameznika proti oblasti je obsojen na propad. Le tistim, ki služijo vladajoči ideologiji, pa je omogočeno politično delovanje.
Metafora, kot pravi Andrej Inkret, zavzema v Valčku privilegiran položaj, saj se v besedilu najpogosteje ponovi; po njegovem predstavlja osrednjo temo besedila, nosi dramsko fabulo in bistveno opredeljuje nastopajoče figure. Sleherno dramsko figuro si predstavlja kot metaforo za znamenje razdejane identitete. Pravi, da je režiser makedonske uprizoritve Branko Starev razumel zavod Svoboda osvobaja kot prostor globalne metafore – kot podobe pričujočega družbenega sveta, sam pa zavod Svoboda označi kot simboličen model družbenega življenja sploh oziroma kot metaforo za bistvena določila družbenega reda. Po mnenju Františka Benharta je vsa drama ena sama metafora za nevzdržnost eksistence v takih razmerah, kot vladajo v drami; najbolj bleščeča in vzvišena pa se mu zdi tista na koncu drame, ko v zavod pride še drugi Poljak, ki odigra najboljšo izvedbo valčka – kot prispodoba  nečesa neskončno lepega, česar pa ni. Smilja Kursar Pupavac pravi, da strokovnjaki za metaforo v zavod pripeljejo osebe, ki v sebi skrivajo neko metaforo, prikrito željo. Ta želja je po besedah Andreja Inkreta metafora za svobodo. Kot pravi František Benhart, je stik zavoda z zunanjim svetom enosmeren – kdor pride vanj, se ne vrne več  nazaj. Na obisk prihajata le oba »izvedenca za metafore« ter Simonova žena Klara, toda nazadnje morajo v zavodu ostati tudi oni. Kot bi rekel bolničar Volodja: »Nihče ni od zunaj. Vsi smo notri. Vsi smo v.« Ta Volodjev izrek označuje Tomaž Toporišič kot metaforo za stanje sodobnega človeka, ki je ujet v usodo 20. stoletja, brezizhodnost človekove eksistence, nemožnost kakršnih koli akcij. 
Vida Udovič-Medved pravi, da Simon Veber s svojim raziskovalnim prizadevanjem za spreminjanje družbe predstavlja vzporednico Cankarjevim dramskim osebam iz začetka 20. stoletja: Hlapci (Jerman - učitelj), Za narodov blagor (Ščuka - novinar), Kralj na Betajnovi (Maks Krnec - študent). To so uporniki, ki imajo po njeno vsaj začasno prostor za politično delovanje, Simonov prestop v dejavnost pa je že na samem začetku nepreklicno onemogočen. Za Cankarjeve upornike pravi, da so bili iz javnega delovanja odstranjeni z upognjenostjo, ubojem in zločinom glavnih akterjev, osamitev Simona Vebra v zavod pa označi kot družbeno preventivo, saj njegovo delovanje ni segalo dlje od gostiln, pri oblasteh je strah vzbudila že njegova nastajajoča raziskava. Različni so tudi nosilci oblasti, pri Cankarju pravi, da so to podeželski župniki ali narodni odposlanci, v Valčku pa vrhunski upravni in politični oblastniki, ki se nikoli neposredno ne soočajo s svojimi nasprotniki. 
Za dramo je značilen jezikovno razplasten jezik. Simon Veber in Doktor, oba s fakultetno izobrazbo, govorita v knjižnem pogovornem jeziku. Nižja zvrst pogovornega jezika je značilna za Volodjo ter oba izvedenca za metafore. V besedilu poseben jezikovni vidik predstavljata angleški in poljski jezik. Ljubica večkrat spregovori v angleščini, njeno tekočo angleščino pa občuduje govorno tog Volodja. Simon Veber po spreobrnitvi v Poljaka Drohojowskega začne govoriti tekočo poljščino. Savel Pavel v vseh dejanjih citira biblijske odlomke. Doberman z oznako jecljavec pa izkazuje nemoč govorne komunikacije.

## Odzivi na dramo
Drama Veliki briljantni valček ter njegovi uprizoritvi so naleteli na veliko zanimanje in pozitivne odzive. Iz ocen, mnenj in kritik je razvidno, da Draga Jančarja uvrščajo v sam vrh slovenske sodobne dramatike. Marijan Pušavec je napovedal, da bo po vsej verjetnosti gledališko prikazovanje tega dela gledališki dogodek leta. Večina je bila glede uprizoritev enotna, da je šlo za dobre igralske zasedbe, poudarjali so večinoma le glavne like. Blaž Lukan meni, da sta bistvena akterja drame izvedenca za metafore oziroma policaja, Luka Novak pa pravi, da bi bili za učinkovit razvoj dogodkov potrebni le Volodja, Veber, Doktor, Emerik in Chopin. Ivo Ban (Simon Veber), Boris Cavazza (Doktor) ter Polde Bibič (Volodja) so največkrat omenjeni in pohvaljeni igralci, sodelovali so v krstni uprizoritvi v Ljubljani. V scenah in kostumih je bilo največ razlik, po mnenju Andreja Inkreta in Rape Šuklje so kostumi Alenke Bartl preveč poudarjali norost. Vasja Predan poda mnenje o mariborski uprizoritvi, pri kateri ga je zmotila razvlečenost dogajanja.

## Knjižne izdaje
Delo ima dva ponatisa (leta 1996 in 1997) in naslednje knjižne izdaje v tujini: Velký brilantní valčík, František Benhart, Paris, 1988. A nagy brilians valcer. A hodito Gallos Orosly, Europa, Budapest, 1989. The great brilliant waltz. Contemporary Slovenian drama. Ljubljana, Slovene writers' Association, 1997. The great brilliant waltz. Slovene theatre and drama post independence, four plays by Slovene playwrights, Oxford, 2007. La grande valse brillante, piece en trois actes. Paris, L'Espace d'un instant, 2007. The great brilliant waltz. Contemporary Slovenian drama. Center for Slovenian Literature, 2009.

## Uprizoritve v Sloveniji
Krstna izvedba je bila 6. 3. 1985 na velikem odru SNG Drame Ljubljana. Režija: Zvone Šedlbauer, dramaturgija: Boris A. Novak, kostumografija: Alenka Bartl, scenografija: Niko Matul, glasba: Urban Koder. Igralci: Ivo Ban, Milena Zupančič, Silva Čušin, Polde Bibič, Aleš Valič, Boris Cavazza, Branko Grubar idr.
Druga slovenska premiera se je zgodila le dva dni kasneje: 8. 3. 1985 v Drami SNG Maribor.
Režija: zagrebški režiser Petar Veček, scenografija: Željko Senečić, kostumografija: Vlasta Hegedušić, dramaturgija: Tone Partljič. Igralci: Vlado Novak, Milena Muhič, Irena Varga, Stane Potisk, Marjan Bačko, Peter Ternovšek idr.

## Uprizoritve v tujini
1985: Veliki briljantni valcer, Dramsko kazalište Gavella, Zagreb. Briljantni valcer, Beogradsko pozorište, Beograd. Veliki briljantni valcer, Narodno pozorište Bosanske krajine, Banja Luka. 1986: Veliki briljantni valcer, Gradsko kazalište, Dubrovnik. Golemiot briljanten valcer, Makedonski naroden teater, Skopje. 1989: The Great Brilliant Waltz, Scena Theater, Washington D. C. A Nagy Brillians valcer, Poetefi Szinhaz Veszprem. 1990: Golemijat briljanten vals, Teatr pri Vitiz, Sofija. 1991: Golemijat briljanten vals, Dramatičen teatr Adriana Budevska, Burgas, Bolgarija.